# 周炳輝
Vincent Chow，香港作曲家，其作品多次成為香港歌手的專輯主打曲目並奪得香港樂壇獎項，成名作為陳奕迅的《葡萄成熟時》，代表作包括陳奕迅的《陀飛輪》，張敬軒的《酷愛》、《我的天》，李克勤的《她慈我悲》、《嫲嫲》及何韻詩的《鋼鐵是怎樣煉成的》。

## 音樂作品
2004年
- 許志安 - 我兒（曲）
- 黃　馨 - 先知（曲）

2005年
- 吳浩康 - 愛著你（曲、詞）
- 陳奕迅 - 葡萄成熟時（曲）
- 關智斌 - 月光光（曲）[註 1]
- 關智斌、鍾欣桐 - 良心發現（曲）

2006年
- 王　傑 - 分心（曲）
- 容祖兒 - 冬眠（曲）[註 2]

2007年
- 孫耀威 - 一個人的好處（曲）[註 2]
- 張敬軒 - 酷愛（曲）
- 張敬軒 - 我的天（曲）
- 鄭　融 - 受夠（曲）

2008年
- 李克勤 - 她慈我悲（曲）
- 張敬軒 - 酩酊天使（曲）[註 2]
- 張敬軒 - 吻得太逼真（曲）
- 彭紀諺 - 升空的潛水鐘（曲）
- 黃靖倫 - 慢半拍（曲）[註 2]

2009年
- 李克勤 - 潑墨（曲）[註 1]
- 李克勤 - 嫲嫲（曲）
- 李克勤 - 樹懶（曲）
- 李克勤 - 樹海之下（曲）
- 李克勤 - 寂寞嘍囉（曲）

2010年
- 何韻詩 - 鋼鐵人（曲）
- 何韻詩 - 鋼鐵是怎樣煉成的（曲）
- 洪卓立 - 愛在屏風樓（曲）
- 孫耀威 - 36（曲）
- 陳奕迅 - 陀飛輪（曲）

2011年
- Vincent Chow - 盡頭（曲、詞、編、監）
- C AllStar - 馬爾代夫（曲）[註 2]
- 何韻詩 - 花辭（曲）
- 吳雨霏 - 海枯石爛（曲）
- 麥浚龍 - 秋分（曲）

2012年
- 小　肥 - Sunny Day（曲）
- 小　肥 - 眼淚花（曲）
- 吳雨霏 - 無名髮（曲）

2013年
- 李克勤 - 探花（曲）
- 麥浚龍 - 灰（曲）

2015年
- 吳雨霏 - 超男友（曲）
- 張敬軒 - 過客別墅（曲）[1]

2016年
- 泳　兒 - 四不像（曲）
- 麥浚龍 - 你前來 ‧ 我過去（曲）
- 麥浚龍 - 孽（曲）

2018年
- Gin Lee - 天地一沙鷗（曲）

2019年
- KOLOR - 初老（曲）

2020年
- Gin Lee - 敢（曲）[註 3]
- Gin Lee - 幸福門（曲）[註 4]
- Gin Lee - 美男子與香煙（曲）
- Gin Lee - 別人的家（曲）[註 5]
- Gin Lee - 成家（曲）[註 4]
- 劉美君 - 親密距離（曲）

## 獎項

### 音樂獎項
- 2007年 年度叱咤樂壇我最喜愛歌曲大獎 (酷愛)
- 2010年 年度叱咤樂壇我最喜愛歌曲大獎 (陀飛輪)
- 2010年 第2屆顧嘉輝新生代音樂獎
- 2010年 金帆音樂獎 (陀飛輪)
- 2010年 香港數碼音樂大獎 (陀飛輪)